# Rachel Abbott
Rachel Abbott (con seudónimo de Sheila Rodgers, Mánchester 1952) es una escritora británica de suspenso psicológicos. Es autora y editora, sus primeras tres novelas se han combinado para vender más un millón de copias, y tener todas las superventas en la tienda de Amazon Kindle. En 2015, fue nombrada como la autora número 14.ª en venta en los últimos cinco años en Amazon Kindle del Reino Unido.

## Carrera
Abbott creció cerca de Mánchester. Trabajó como analista de sistemas, y fundó una compañía de medios de comunicación interactiva, desarrollando software y sitios web para el mercado de la enseñanza. Vendió la compañía por alrededor de 5 millones £ en el año 2000. Después de esta venta se trasladó a Lancashire, Inglaterra, a Italia, donde restauró un monasterio italiano del siglo XV  que ella y su marido han explotado como local para bodas y vacaciones.
En 2009, Abbott decidió escribir un libro sobre una mujer de clase media, puesta en una situación donde no tenía otra opción que la de cometer un asesinato. Escribió el primer borrador en 18 meses. En noviembre de 2011, después de haber sido rechazada por varios agentes literarios, Abbott, entonces con 59 de edad, autopublicó su primera novela, Only the Innocent, en Amazon, bajo su seudónimo. El libro se vendió lentamente al principio, después de una campaña bastante fuerte de marketing.
Abbott siguió después de Only the Innocent en 2013 con The Back Road y en 2014 con Sleep Tight. Su cuarta novela, Stranger Child, fue publicada en febrero de 2015. Más tarde ese mismo año, publicó  Nowhere Child, que tiene  los mismos personajes  de Stranger Child. Los cinco libros se centran en las relaciones y la delincuencia, y todos presentan al mismo detective, el inspector jefe Tom Douglas. Abbott ha descrito el personaje como «un buen tipo realmente honesto, que únicamente parece ser atraído por las mujeres incorrectas».